# Camellia euryoides
Camellia euryoides är en tvåhjärtbladig växtart som beskrevs av John Lindley. Camellia euryoides ingår i släktet Camellia och familjen Theaceae. Utöver nominatformen finns också underarten C. e. nokoensis.